# Open 13 2010
Open 13 2010 var en tennisturnering som arrangerades i Marseille, Frankrike, mellan den 15 och 21 februari 2010. Turneringen klassificerades som en ATP 250 Series-turnering.
Detta är en av få turneringar som hittills bara vunnits av spelare från Europeiska länder (Frankrike, Sverige, Schweiz, Tyskland, Ryssland, Slovakien och Storbritannien).
Singel-turneringen inkluderade vid tidpunkten världsåttan Robin Söderling, och den regerande mästaren Jo-Wilfried Tsonga.

## Seedning

### Herrsingel
De fyra högst seedade spelarna står över första omgången.
| 1. Robin Söderling (Kvartsfinal) 2. Jo-Wilfried Tsonga (Semifinal) 3. Gaël Monfils (Kvartsfinal) 4. Tommy Robredo (Andra omgången) | 1. Gilles Simon (Första omgången) 2. Mikhail Youzhny (Drog sig ur) 3. Marcos Baghdatis (Andra omgången) 4. Julien Benneteau (Final) |

### Herrdubbel
| 1. Julian Knowle Robert Lindstedt (Final) 2. Julien Benneteau Michaël Llodra (Mästare) | 1. Marc López Tommy Robredo (Kvartsfinal) 2. Colin Fleming Ken Skupski (Första omgången) |

## Mästare

### Herrsingel
Michaël Llodra bes.  Julien Benneteau, 6–3, 6–4
- Detta var Llodra's första titel under 2010, 4:e titeln i karriären, och hans andra raka final i Open 13.

### Herrdubbel
Julien Benneteau /  Michaël Llodra bes.  Julian Knowle /  Robert Lindstedt, 6–3, 6–4